# 徐遠
徐 遠（じょ えん、生年不詳 - 570年）は、東魏から北斉にかけての官僚。字は彦遐。本貫は広寧郡石門県。

## 経歴
徐遠の祖先は広平郡の出身で、曾祖父の徐定が北魏の雲中軍将・平朔戍主となって朔州に邸を構えたため移り住んだ。徐遠は若くして官吏仕事を覚えて、広寧郡に功曹として召された。しばらくして、太守とともに高歓に帰順し、防城都督となり、廮陶県令に任ぜられた。高歓に召し出されて丞相騎兵参軍事となり、征戦のあるたびに軍務の書記方をつとめた。後に鉅鹿郡太守・陳留郡太守を歴任した。天保元年（550年）、北斉が建国されると、御史による弾劾を受け、2年後に赦免された。文宣帝は徐遠の旧勲により、領軍府長史として任用した。東徐州刺史として転出し、後に呼び戻されて太中大夫となった。河清元年（562年）、衛将軍の号を加えられた。河清2年（563年）、使持節・都督東楚州諸軍事・東楚州刺史に任ぜられた。その年の冬、東楚州の城邑で大火があり、城内の民衆は財産と生業を失ったが、徐遠が自ら救援と再建にあたったため、治安も安定して民衆に慕われた。天統2年（566年）、儀同三司・衛尉の位を受けた。天統4年（568年）、開府儀同三司・右光禄大夫となった。武平元年（570年）、死去した。
長男の徐世栄は、中書舎人・黄門侍郎となった。

## 伝記資料
- 『北斉書』巻25 列伝第17
- 『北史』巻55 列伝第43